# Polygala scoparia
Polygala scoparia är en jungfrulinsväxtart som beskrevs av Carl Sigismund Kunth. Polygala scoparia ingår i släktet jungfrulinssläktet, och familjen jungfrulinsväxter. Inga underarter finns listade i Catalogue of Life.